# Intravasal
Intravasal betecknar en företeelse som befinner sig i eller försiggår i blodbanan, inuti blodkärlen. Underkategorier kan vara venöst (i en ven), arteriellt (i en artär), kapillärt (i ett kapillärt blodkärl) eller intrakardiellt (inuti hjärtat). Motsatsen till intravasal är extravasal, det vill säga utanför blodbanan.